# Exorista decidua
Exorista decidua là một loài ruồi trong họ Tachinidae.